# Dianthus awaricus
Dianthus awaricus là loài thực vật có hoa thuộc họ Cẩm chướng. Loài này được Kharadze mô tả khoa học đầu tiên năm 1951.